# 仲村権五郎
仲村 権五郎（なかむら ごんごろう、1890年（明治23年）12月25日 - 1965年（昭和40年）9月23日）は、琉球政府および沖縄県の北米移民指導者、アメリカ合衆国の弁護士。羽地村間切(現名護市)生まれ。

## 経歴
1906年（明治39年）、アメリカ合衆国に併合されて間もない自治領ハワイ準州ハワイに渡り、同年ロサンゼルスに転住。
書生として働きながら南カリフォルニア大学を卒業（この時の二年次法科の同級生に松岡政保がいる。）。
1920年（大正9年）から、ロサンゼルスの在ロサンゼルス日本国総領事館嘱託にて勤務する傍ら、南カリフォルニア大学日本人学生会の中心人物として活動する。
1923年（大正12年）インペリアルバーレー日本人産業組合幹事。
1924年（大正13年）、ロサンゼルスに弁護士事務所を開設し、以後日本人移民の相談役となる。日本人土地所有禁止令や排日移民法問題などの対策に奔走し、邦人移民の権利擁護、生活擁護の法律相談役を務めた。1938年（昭和13年）から1941年（昭和16年）まで、南カリフォルニア中央日本人会会長。
第二次世界大戦中は強制収容所に収容された。戦後解放され、1946年（昭和21年）、再度ロサンゼルスに法律通訳事務所を開設。同年、在米沖縄救援連盟会長。
沖縄民政府外事課長を務め、元沖縄キリスト教会理事長の比嘉善雄は義弟。
1965年（昭和40年）9月23日、74歳で死去。